# Kaple Sainte-Thérèse-Orphelins d'Auteuil
Kaple Sainte-Thérèse-Orphelins d'Auteuil (tj. svaté Terezie Sirotků z Auteuil) je katolická kaple v 16. obvodu v Paříži v ulici Rue Jean-de-la-Fontaine. Kaple zasvěcená Terezii z Lisieux je ve správě Fondation d'Auteuil (Nadace Auteuil), která pomáhá mladistvým v těžké sociální situaci.

## Historie
V roce 1866 založil Páter Louis Roussel (1825–1897) nadaci pomáhající původně sirotkům, která byla pod ochranou Thérèse z Lisieux. Když v roce 1923 převzal vedení nadace bl. Daniel Brottier (1876–1936) z kongregace spiritánů, inicioval výstavbu kaple. Byla vypsána sbírka a 25. prosince 1925 byla kaple vysvěcena jako vůbec první svatostánek sv. Terezie od Dítěte Ježíše.
V kapli jsou uloženy ostatky sv. Terezie z Lisieux, které roku 1923 věnoval klášter v Lisieux a hrob bl. Daniela Brottiera.

## Architektura
Kaple je postavená v novogotickém slohu. Je dlouhá 50 m, z čehož je délka lodi tvoří 10,50 m. Výška klenby činí 15 m. V kapli je 33 vitráží.